# 高平郡 (北周)
高平郡（こうへい-ぐん）は、中国にかつて存在した郡。北周と唐代に、現在の山西省晋城市に設置された。

## 概要
北周のとき、高平郡が設置され、建州に属した。
583年（開皇3年）、隋が郡制を廃すると、高平郡は廃止されて、沢州に編入された。607年（大業3年）に州が廃止されて郡が置かれると、沢州は長平郡と改称された。長平郡は丹川・高平・端氏・濩沢・陵川・沁水の6県を管轄した。
618年（武徳元年）、唐により長平郡は蓋州と改められた。627年（貞観元年）、蓋州は廃止され、沢州に統合された。742年（天宝元年）、沢州は高平郡と改称された。758年（乾元元年）、高平郡は沢州と改称され、高平郡の呼称は姿を消した。